# Thankerton
Thankerton är en by i South Lanarkshire i Skottland. Byn är belägen 45,9 km 
från Edinburgh. Orten har 530 invånare (2016).